# Christine Beck
Christine Beck (født 2. marts 1974) er en tysk fodbolddommer. Hun har været FIFA-dommer siden 2004.
| Biografi | Spire Denne biografi om en fodbolddommer er en spire som bør udbygges. Du er velkommen til at hjælpe Wikipedia ved at udvide den. |